# Kristan Hawkins
Kristan Hawkins ist eine US-amerikanische Pro-Life Aktivistin und Vorsitzende von Students for Life.

## Leben
Im Alter von 15 Jahren arbeitete sie in einem Crisis pregnancy center, das laut ihrer Angabe „ihre Augen öffnete“. Für sie habe dieses Ereignis sie erkennen lassen, dass Abtreibung in ihren Worten die „größte Gräueltat der aktuellen Zeit sei“. Sie gründete in den Jahren nach dieser Zeit eine Gruppe mit dem Namen Teens for Life und trat der lokalen Right to Life Gruppe und den lokalen Republikanern bei. Hawkins studierte danach am Bethany College und verließ es mit einem Bachelorabschluss summa cum laude in Politikwissenschaft. Sie arbeitete nach ihrem Studium als Teil des Republican National Committee und in der Administration von George W. Bush im Gesundheitsministerium.
Im Jahr 2006, im Alter von 21 Jahren, wurde sie Mitglied von Students for Life America (SFLA). Im Jahr 2012 begann sie eine Kampagne namens „I Vote Pro-Life First Initiative“, die junge Menschen dazu führen sollte, zuerst für Kandidaten zu stimmen, die „das Leben respektieren würden“. Als eine Motivation, warum sie die Arbeit bei Students for Life begann, nannte sie ein Zitat von Alveda King, einer Nichte von Martin Luther King: „Wenn junge Leute deiner Bewegung beitreten, weißt du, dass der Sieg auf deinem Weg liegt.“ In ihrer Funktion als Vorsitzende trat sie auf Veranstaltungen, wie dem March for Life, als Sprecherin auf.
Während der Präsidentschaft von Donald Trump war sie Mitglied seines Pro-Life Advisory Council. Sie sprach davon, dass die Regierung Trump eine „Kultur des Lebens“ zurück in die Regierung gebracht hätte. Jedoch kritisierte sie die Regierung Trump auch stark dafür, dass sie in den zwei Jahren, die sie eine Mehrheit im Kongress hatte, nicht dafür gesorgt hat, dass Planned Parenthood die Mittel gestrichen wurden. Hawkins kritisierte die Organisation neben der Fundamentalkritik am Durchführen von Abtreibungen wegen ihrer Praktiken gegenüber anderen Organisationen, die ihnen die Unterstützung verweigern. Sie setzte sich auch gegen das Equal Rights Amendment ein, da es nach ihrer Ansicht Abtreibung finanzieren würde.
Während ihrer Führung von Students for Life America wurde aus knapp 170 lokalen Student-for-Life-Gruppen eine über 1200 Untergruppen umfassende Organisation in allen 50 Bundesstaaten. Ihre reguläre Arbeit für SFLA besteht darin, durch das Land zu reisen und an Universitäten und Colleges über Abtreibung zu sprechen, aber auch über die Frage von Feminismus und Frauen in Leitungspositionen. Sie trat bereits in den meisten großen Medien der Vereinigten Staaten auf, wie CNN, Fox News und MSNBC und Texte von ihr erschienen unter anderem in The Washington Post und Wall Street Journal. Einer breiteren Öffentlichkeit wurde sie bekannt, als sie am 24. Juni 2022 auf den Stufen des Supreme Court das Ende von Roe v. Wade durch die Entscheidung des Gerichtes in Dobbs v. Jackson Women’s Health Organization bekannt gab. Nach dem Ende von Roe v. Wade sind Students-for-Life-Projekte von Hawkins insbesondere Campaign for Abortion Free Cities, das die Gruppe seit 2021 betreibt, und das Demetree Institute for Pro-Life Advancement, welche die Bevölkerung über Abtreibung informieren und sie für die Pro-Life Bewegung mobilisieren sollen.
Hawkins prägte das Motto von SFLA „Post-Roe-Generation“ und macht klar, dass ihre Arbeit nicht mit dem Ende von Roe v. Wade aufgehört habe, sondern weitergehen müsse. So sei ihr Plan, Abtreibung in Amerika so gut es gehe zu verbieten. Dabei versucht sie als Vorsitzende ihrer Organisation Abgeordnete zu beeinflussen und reklamiert für sich, einige Republikaner in Florida beeinflusst zu haben für das Verbot von Abtreibung ab 6 Wochen zu stimmen. Das Ziel der Organisation sei nicht auf Verbote ab dem 2. Trimester beschränkt, denn die meisten Abtreibungen würden bereits zuvor geschehen und man würde nicht Ressourcen der Organisation benutzen, um dann nur „6 % der Kinder zu retten“. Das Ziel von Hawkins Arbeit im Jahr 2023 sei das Verbot von chemischer Abtreibung durch Medikamente, wie u. a. Mifepriston. Dabei sei eines der Argumente, dass man Rückstände des Produktes im Wasser finde und dieser Umstand – also eine Umweltverschmutzung – viele junge Menschen begeistere. Für dieses Argument gäbe es aber laut einigen Experten keine wissenschaftlichen Daten, die das unterstützen würden, sofern Rückstände blieben, seien sie so klein, dass sie kaum messbar seien. Nichtsdestotrotz führte dieses Argument bereits zu Einschränkungen des Zugangs zu solchen Abtreibungsmedikationen.
Hawkins selbst sagt, dass ihre Ziele in einigen liberalen Staaten, wie New York, kaum verwirklicht werden würden. Daher sei ein weiteres Ziel ihrer Arbeit entweder ein Amendment zur Verfassung, welches anerkenne, dass ein Foetus bereits eine Person unter dem Gesetz sei oder ein Urteil des Obersten Gerichtshofes, dass das 14. Amendment dies bereits anerkenne. Das letztendliche Ziel solle sein, dass Abtreibung „illegal und undenkbar“ werde. Ein wichtiger Punkt dafür seien laut Hawkins Gesetzesänderungen, denn solange das Gesetz sich nicht ändere, würden sich auch nicht die Meinungen der Menschen ändern. Für viele Experten seien diese Ansichten und Bestrebungen Hawkins allerdings ein Problem für die Republikaner, da das Vertreten dieser Ansicht zum Verlieren von Wahlen führen würde. Viele Republikaner müssten entscheiden, ob sie Hawkins und ihre Verbündeten enttäuschen würden oder eine gemäßigtere Wählerschaft. Hawkins selbst wies dies zurück und sprach in einem Interview darüber, wie mit ihren Bestrebungen nach ihrer eigenem Ansicht auch Wahlen gewonnen werden könnten.
Sie setzt sich für den Care for Her Act ein, der 2021 in das Repräsentantenhaus eingebracht worden ist. Dies sei insbesondere aufgrund der erhöhten Müttersterblichkeit in den USA notwendig. Das Gesetz würde Schwangerschaften stärken und Familien befördern. Sie trat dann im Januar 2023 auf dem ersten March for Life nach dem Ende von Roe auf.
Hawkins beunruhige in der Arbeit für das Ende von Abtreibungen in den nächsten Jahren eine bisher bestehende Mehrheitsmeinung der Amerikaner für einen Zugang zu Abtreibung nicht. Sie vergleicht sich dabei selbst mit den Abolitionisten, die die Sklaverei abschaffen wollten. Diese seien auch nicht in der Mehrheit gewesen. Auch haben einige Staaten nach dem Bürgerkrieg nicht versucht sich zu integrieren und das Bundesrecht hätte sie in Linie gebracht. Dies solle am Ende auch möglicherweise mit Abtreibung geschehen.
Sie ist Mitglied des Council for National Policy, und schreibt Artikel und Meinungen, unter anderem für National Review, Washington Examiner, The Hill, und Fox News.

## Einschätzungen der Arbeit Hawkins
Nach Einschätzungen liegt eine Stärke Hawkins darin, Leute dazu zu bringen sich zu engagieren. Für Angela Vasquez-Giroux, Vizevorsitzende von NARAL Pro-Choice America ist sie der Ausdruck des extremen Flügels der Pro-Life-Bewegung. Die den Demokraten nahestehende Organisation Media Matters spricht von ihr als One of the 4 worst anti-abortion misinformers (also eine der vier schlimmsten Anti-Abtreibungs-Fehlinformationen-Verbreiterinnen). Auf diesen Titel der Organisation sei Hawkins nach eigenen Angaben „stolz“.
Sie wird als eine „effektive, aber harsche“ Rednerin beschrieben. Dies wird auf ihren Werdegang als Mitglied von republikanischen Wahlkampagnen zurückgeführt. Allerdings würde sie ihre Argumentation, obwohl sie selbst gläubig ist, nicht mit religiöser Rhetorik anreichern. Die Professorin Mary Ziegler beschreibt, dass Hawkins eine außergewöhnliche Auffassungsgabe für Politik habe. So wisse sie, wie man eine Graswurzelkampagne führt, wie die Parlamente der Bundesstaaten funktionieren und wie man Personen begeistern könne. Sie versuche die Bewegung wachsen zu lassen, wie es sonst keiner versucht oder geschafft hätte. Teilweise wird ihrer persönlichen Arbeit zugeschrieben, dass einzelne Bundesstaaten bereits strenge Abtreibungsgesetze eingeführt hätten.

## Privates
Sie lebt in Minnesota, ist verheiratet und hat vier Kinder. Sie setzt sich für eine Heilung der Mukoviszidose-Erkrankung ein. Zwei ihrer Kinder leiden an der Krankheit. Für Hawkins sind ihre Pro-Life-Ansichten aufgrund ihrer mit einer tödlich Krankheit erkrankten Kinder eine höchst persönliche Angelegenheit. Auch sei ihr Glaube für sie zentral gewesen mit der Krankheit ihrer Kinder umzugehen. Hawkins war eine Christin außerhalb einer Konfession, trat jedoch 2015 der römisch-katholischen Kirche bei. Sie tat dies nach eigenen Angaben, nachdem sie mit zahlreichen Pro-Life-Mitarbeitern, die Katholiken waren, zusammengearbeitet hatte. Ganz besonders habe sie beeinflusst, dass diese mutig und unbedarft über ihren Glauben und ihre Ansichten gesprochen hätten.

## Publikation
- Courageous: Students Abolishing Abortion in this Lifetime, CreateSpace Independent Publishing Platform, 2012[2]

## Dokumentation
Hawkins war eine der Personen, die in der Pro-Abtreibung Dokumentation Battleground porträtiert wurde.